# Biga (Çanakkale)
Biga és una ciutat i districte a la província de Çanakkale a la regió de Màrmara (Turquia). És a la riba del riu Biga a 90 km al nord-est de centre de la ciutat de Çanak Kale.
Segons el cens de 2000, la població del districte era de 77.169, dels quals 27.549 vivien a la ciutat de Biga. El districte té una superfície de 1.354 km², i la ciutat és a una alçada de 21 msnm.

## Història
Biga és al lloc de l'antiga ciutat de Peguea, més tard coneguda com a Pigas. Els arqueòlegs encara no han establert des de quan fou ocupat. En l'antiguitat, Peguea, situada a la plana d'Adrastea, a la frontera entre la Tròade i Mísia, es va incloure de vegades com a part d'una i de vegades altra. Since coming under Ottoman rule in 1364 it has been known as Biga. D'ençà de l'arribada de l'Imperi Otomà el 1364 es coneix com a Biga.

## Galeria

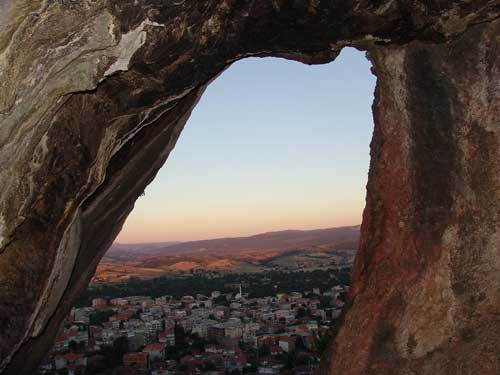
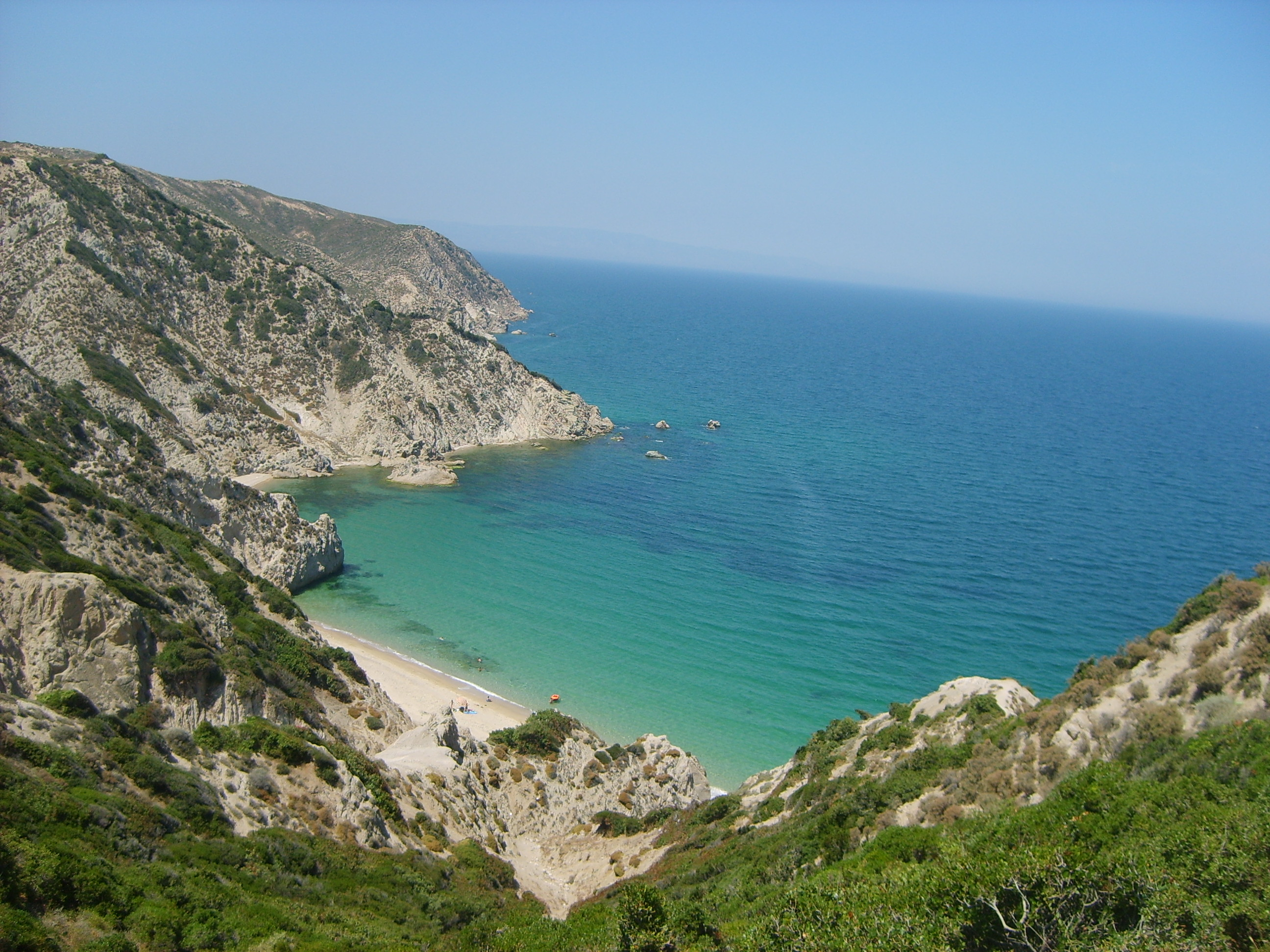
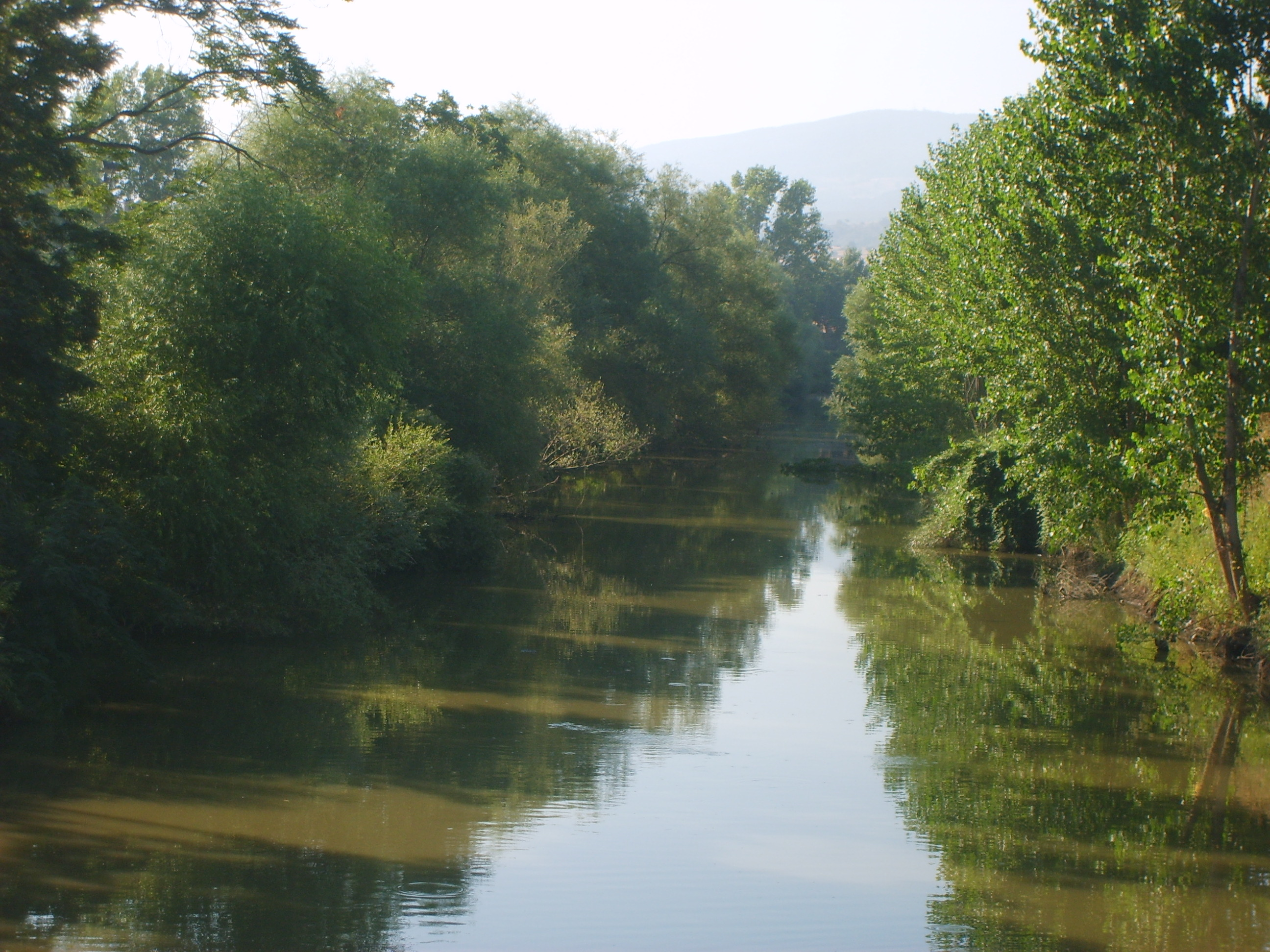
El Riu Biga